# 신구공신상회제명지도 병풍
신구공신상회제명지도 병풍(新舊功臣相會題名之圖 屛風)은 부산광역시 서구 동아대학교 석당박물관에 있는 조선시대의 계회도이다. 2014년 9월 24일 부산광역시의 유형문화재 제146호로 지정되었고, 2020년 10월 21일에는 보물 제2080호로 지정되면서 국가지정문화재로 거듭났다.

## 개요
신구공신상회제명지도는 1604년(선조 37) 임진왜란 타개에 공훈을 세운 이항복(李恒福), 유영경(柳永慶) 등의 신구 공신에게 선온(宣?)을 베푼 상회연(相會宴)을 기념하여 그린 기록화로 추정된다. 이 기록화와 동일한 그림이 <태평회맹도(太平會盟圖)>란 이름으로 권응수(權應銖) 종가에 소장되어 있다. 
두 그림 모두 4폭으로 구성되어 있는데, 첫째 폭에는 '상회연' 모습이 그려져 있고, 2~3폭에는 연회에 참석한 63명의 공신들의 명단이 적혀 있으며, 4폭은 비워져 있다. 제1폭에는 화폭 상단에 산이 우뚝 솟아 있고, 그 아래에 상회연 장면이 구체적으로 묘사되어 있다. 화면 중앙 흰 색의 차일이 쳐진 내부 공간에 공신들이 위차(位次)에 따라 앉은 채 행사가 진행되고 있다. 제2~3폭에 적힌 상회연 참석자의 좌목(座目)이 기록되어 있는데, 좌목에 의하면 참석자들은 호성공신(扈聖功臣) 44명, 광국공신(光國功臣) 5명, 평난공신(平難功臣) 6명, 청난공신(淸難功臣) 5명, 선무공신(宣武功臣) 8명이다. 
동아대학교박물관 소장 신구공신상회제명지도는 계회도(契會圖)로 분류되는 그림이지만, 결계(結契)를 기념하는 의미보다 모임에 참석한 공신들이 성사(盛事)를 기념하는 차원에서 제작된 그림이란 점에서 일반적 계회도와는 구분된다. 이 그림은 임진왜란이 끝난 후 책록된 호성공신, 평난공신, 선무공신 뿐 아니라 임진왜란 이전에 책록된 평난공신과 광국공신들의 모임을 기념하여 제작된 기록화란 점, 그리고 공신들의 모임을 도해한 그림이 현재 거의 전해지지 않는다는 점에서 역사적 의의와 희소가치를 가지고 있다.

## 같이 보기
- 계회도

## 참고 자료
- 신구공신상회제명지도 - 국가유산청 국가유산포털